# قائمة لوحات فنية مسروقة
هناك العديد من اللوحات القيمة التي جرى سرقتها. هذه قائمة باللوحات الفنية التي سُرقت، اللوحات المذكورة هي من اللوحات المشهورة في الفن الأوروبي والتي تقدر قيمتها بملايين الدولارات الأمريكية.

## لوحات لم تُسترد
| اللوحة | عنوان/فنان                                               | تاريخ السرقة   | مكان السرقة                                                       | التفاصيل | القيمة التقديرية                                                | جائزة مرصودة لمن يجدها |
| ------ | -------------------------------------------------------- | -------------- | ----------------------------------------------------------------- | --- | --------------------------------------------------------------- | ---------------------- |
|        | منظر طبيعي مع أكواخ لـ رامبرانت                          | 4 سبتمبر 1972  | متحف مونتريال للفنون الجميلة، مونتريال، كندا                      | منظر نادر لرامبرانت سرق من المتحف على يد لصوص مسلحين عام 1972 | مليون دولار في ذلك الوقت؛ قدرت في عام 2003 بمبلغ 5 ملايين دولار | $50,000                |
|        | "الحياة الساكنة:Vanitas" لـ جان دافيدز فان هيم           | 4 سبتمبر 1972  | متحف مونتريال للفنون الجميلة، مونتريال، كندا                      | من بين اللوحات المسروقة من المتحف على يد لصوص مسلحين عام 1972 |                                                                 |                        |
|        | الحفلة الموسيقية لـ يوهانس فيرمير                        | 18 مارس 1990   | متحف إيزابيلا ستيوارت جاردنر، بوسطن، ماساتشوستس، الولايات المتحدة | حدثت أكبر سرقة فنية في تاريخ العالم في بوسطن، عندما سرق اللصوص 13 قطعة فنية، بقيمة إجمالية 500 مليون دولار، من متحف إيزابيلا ستيوارت جاردنر. من بين القطع المسروقة كانت "الحفلة الموسيقية" للـ يوهانس فيرمير، التي تعتبر أكثر اللوحات المسروقة قيمة في العالم. لا يزال هناك مكافأة قدرها مليون دولار لمن يُدلي بمعلومات تؤدي إلى استعادتها. | جزء من سرقة تُقدر بـ $500,000,000                                | $10,000,000            |
|        | عاصفة بحر الجليل لـ رامبرانت                             | 18 مارس 1990   | متحف إيزابيلا ستيوارت جاردنر، بوسطن، ماساتشوستس، الولايات المتحدة | عاصفة بحر الجليل هي لوحة تعود إلى 1633 لأحد فناني العصر الذهبي للرسم في هولندا، وهو رامبرانت، وكانت في متحف إيزابيلا ستيوارت غاردنر في بوسطن، ماساتشوستس، الولايات المتحدة، قبل سرقتها في 18 مارس 1990. تصور اللوحة معجزة المسيح في تهدئة الأمواج على بحر الجليل، كما ورد في الفصل الرابع من إنجيل مرقس في العهد الجديد. وهي المنظر البحري الوحيد لرامبرانت. يعتقد على نطاق واسع، بسبب وجود أربعة عشر شخصًا في القارب، أن رامبرانت رسم نفسه في القارب مع التلاميذ الاثني عشر والمسيح. يُعتقد أن عضو الطاقم الذي ينظر إلى عارض اللوحة هو صورة ذاتية لرامبرانت. | جزء من سرقة تُقدر بـ $500,000,000                                | $10,000,000            |
|        | "منظر طبيعي مع مسلة" لـ جوفيرت فلينك                     | 18 مارس 1990   | متحف إيزابيلا ستيوارت جاردنر، بوسطن، ماساتشوستس، الولايات المتحدة | طالع اللوحتين أعلاه. | جزء من سرقة تُقدر بـ $500,000,000                                | $10,000,000            |
|        | "إطلالة على أوفير سور واز" لـ بول سيزان                  | 31 ديسمبر 1999 | متحف أشموليان، أكسفورد، إنجلترا                                   | "منظر لأوفير سور واز" هو رسم لمناظر طبيعية لبول سيزان. سرقت من المتحف في الليلة التي سبقت احتفال الألفية خلال احتفال الألعاب النارية. | $10,000,000                                                     | ?                      |
|        | زهور الخشخاش لـ فان خوخ                                  | أغسطس 2010     | متحف محمد محمود خليل وحرمه، القاهرة، مصر                          | زهور الخشخاش (معروفة أيضًا باسم Vase and Flowers and Vase with Viscaria) هي لوحة لـ فان جوخ قيمتها التقديرية حوالي $50 مليون دولار اللوحة تصور إناء به زهور الخشخاش الأصفر والأحمر، على النقيض من الخلفية المظلمة هي انعكاس لإعجاب فان جوخ العميق لأدولف مونتيسيللي، وهو رسام أقدم، تأثر به عندما شاهده لأول مرة في باريس عام 1886. المسؤولون المصريون اعتقدوا خطأً أنهم استعادوا اللوحة بعد ساعات فقط من سرقتها عندما حاول مشتبهان إيطاليان الصعود إلى طائرة إلى إيطاليا في مطار القاهرة الدولي. كان قد سبق سرقة نفس اللوحة من نفس المتحف في 4 يونيو 1977، ثم جرى استعادتها بعدها بعشرة أعوام في الكويت. وهي رسمة صغيرة بمقياس 65 x 54 سم. ويعتقد أن فان جوخ رسمها عام 1887، أي قبل ثلاث سنوات من انتحاره. | $50–55,000,000                                                  | $10,000,000            |
|        | "رجل ذو ماسورة" لـ جان ميتزينغر                          | 1998           | معارض مركز رسون للفنون، جامعة لورنس، ويسكونسن                     | "رجل ذو ماسورة" (يظهر هنا بنصف لون أبيض وأسود) مفقودة من جامعة لورانس، أبليتون، ويسكونسن، منذ عام 1998 (بين 27 يوليو و2 أغسطس)، اختفت بينما كانت هناك على سبيل الإستعارة. | $2,000,000                                                      |                        |
|        | "مادلين تتكئ على كوعها والزهور في شعرها" لـ أوجست رينوار | 8 سبتمبر 2011  | من مسكن خاص، هيوستن، تكساس                                        | سرقها لص مسلح ليلاً. | $1,000,000                                                      |                        |
|        | حديقة القسيس في نيونيين لـ فان خوخ                       | 30 مارس 2020   | متحف سينجر لارين، لارين، هولندا                                   | كانت مستعارة من متحف جرونينجن. | £5,000,000                                                      |                        |

## لوحات يُشاع أنه تم تدميرها أو فقدها
| اللوحة | عنوان/فنان | تاريخ السرقة      | مكان السرقة                                 | التفاصيل | القيمة التقديرية | جائزة مرصودة لمن يجدها |
| ------ | --- | ----------------- | ------------------------------------------- | --- | ---------------- | ---------------------- |
|        | "ميلاد المسيح مع القديس فرنسيس والقديس لورانس" لـ كارافاجيو                                                   | 16 أكتوبر 1969    | في باليرمو، صقلية                           | هي لوحة تعود إلى عام 1609 للرسام الإيطالي كارافاجيو. تمت سرقتها في 16 أكتوبر 1969، في كنيسة في باليرمو، صقلية. اللوحة كبيرة، حيث تبلغ مساحتها حوالي ستة أمتار مربعة (268 سم x 197 سم) ومعلقة فوق المذبح. وبسبب حجمها الكبير فقد قام اللص أو اللصوص (يشتبه في أنهما اثنان) بإزالتها من إطارها قبل إخراجها من الكنيسة. بعد سرقتها، تم نهب الأعمال الفنية الأخرى التي كانت في الصالة، إلى جانب أكشاك جوقة من الخشب المنحوت والمذهب والمقاعد المطعمة بالخشب الثمين واللؤلؤ. | $20,000,000      | ?                      |
|        | الحمامة مع البازلاء لـ بابلو بيكاسو                                                                           | 20 مايو 2010      | متحف الفن الحديث لمدينة باريس، باريس، فرنسا | Le pigeon aux petits pois (الحمام مع البازلاء الخضراء) هي لوحة لـ بابلو بيكاسو تعود إلى 1911. كانت واحدة من خمس لوحات مسروقة من "متحف الفن الحديث لمدينة باريس" في 20 مايو 2010، وتبلغ قيمة تلك اللوحات مجتمعة حوالي 100 مليون يورو (123 مليون دولار). من المفترض أنه تم التخلص من اللوحة، حيث ألقاها اللص في حاوية قمامة بعد فترة قصيرة من السرقة. وتم إفراغ الحاوية قبل اكتشافها. | $28,000,000      | ?                      |
|        | "الحياة الساكنة مع الشمعدان" لـ فرناند ليجيه                                                                  | 20 مايو 2010      | متحف الفن الحديث لمدينة باريس، باريس، فرنسا | الحياة الساكنة مع الشمعدان هي لوحة تعود لعام 1922 للفنان فرناند ليجيه. كانت واحدة من خمس لوحات مسروقة من "متحف الفن الحديث لمدينة باريس" في 20 مايو 2010، وتبلغ قيمتها مجتمعة حوالي 100 مليون يورو (123 مليون دولار). من المفترض أنه تم التخلص من اللوحة، حيث ألقاها اللص في حاوية قمامة بعد فترة قصيرة من السرقة. وتم إفراغ الحاوية قبل اكتشافها. | $28,000,000      | ?                      |
|        | القضاة العادلون لـ Jan van Eyck                                                                               | 10 أبريل 1934     | كاتدرائية سانت بافو، غنت، بلجيكا            | القضاة العادلون (145 × 51 سم) هي الجزء السفلي الأيسر من لوحة تقديس الحمل لـ يان فان إيك أو أخيه Hubert Van Eyck. كانت جزءً من المذبح، تم عرضها في كاتدرائية سانت بافو في غنت، بلجيكا، حتى سرقتها ليلة 10 أبريل 1934، ربما من قِبل البلجيكي أرسين جوديرتير. تلقى أسقف غنت طلب فدية بمبلغ مليون فرنك بلجيكي في مقابلها. في 25 نوفمبر 1934، كشف اللص وهو على فراش الموت أنه كان الوحيد الذي عرف مكان إخفاء اللوحة، وأنه سيأخذ السر إلى قبره. على الرغم من أن العديد من الأشخاص ادعوا أنهم يعرفون مكانها، إلا أنه لم يتم استرداد اللوحة مطلقًا، ويعتقد الآن أنها دُمرت. تم استبدال اللوحة في عام 1945 بنسخة من الناسخ البلجيكي جيف فاندرفينكين. | غير معروف        | ?                      |
|        | رئيس Harlequin (Tête d'Arlequin, 1971) لـ بابلو بيكاسو                                                        | 15-16 أكتوبر 2012 | في متحف كونستال، روتردام                    | سرقة احترقت من قبل متواطئ. | غير معروف        | ?                      |
|        | "فتاة تقرأ بالأبيض والأصفر" (La Liseuse en Blanc et Jaune، 1919) لـ هنري ماتيس                                | 15-16 أكتوبر 2012 | في متحف كونستال، روتردام                    | سرقة احترقت من قبل متواطئ. | غير معروف        | ?                      |
|        | جسر واترلو، لندن (1901) لـكلود مونيه                                                                          | 15-16 أكتوبر 2012 | في متحف كونستال، روتردام                    | سرقة احترقت من قبل متواطئ. | غير معروف        | ?                      |
|        | جسر تشارينج كروس، لندن (1901) لـ كلود مونيه                                                                   | 15-16 أكتوبر 2012 | في متحف كونستال، روتردام                    | سرقة احترقت من قبل متواطئ. | غير معروف        | ?                      |
|        | فتاة أمام النافذة المفتوحة (Femme devant une fenêtre ouverte، معروفة أيضًا باسم La Fiancée، 1888) لـ بول جوجان | 15-16 أكتوبر 2012 | في متحف كونستال، روتردام                    | سرقة احترقت من قبل متواطئ. | غير معروف        | ?                      |
|        | تصوير شخصي (Autoportrait, circa 1889-91) لـ Meyer de Haan                                                     | 15-16 أكتوبر 2012 | في متحف كونستال، روتردام                    | سرقة احترقت من قبل متواطئ. | غير معروف        | ?                      |
|        | امرأة بعيون مغلقة (2002) لـ لوسيان فرويد                                                                      | 15-16 أكتوبر 2012 | في متحف كونستال، روتردام                    | سرقة احترقت من قبل متواطئ. | غير معروف        | ?                      |

## لوحات يُشاع أن النازيين نهبوها
| لوحة | عنوان/فنان                          | تاريخ السرقة  | مكان السرقة                                         | تفاصيل | القيمة التقديرية  | الحالة                                                                        |
| ---- | ----------------------------------- | ------------- | --------------------------------------------------- | --- | ----------------- | ----------------------------------------------------------------------------- |
|      | الرسام في طريقه للعمل فان جوخ       | 12 أبريل 1945 | مستودع مناجم الملح في Stassfurt بالقرب من Magdeburg | تم إدراجها على أنها "مفقودة" على موقع "أكثر المطلوبين" لمؤسسة Monuments Men. ممتلكات متحف Kulturhistorisches في مجدبرج، ألمانيا (متحف Kaiser-Friedrich سابقًا). | لا يقدر           | مفقود                                                                         |
|      | صورة أديل بلوخ باور لـ جوستاف كليمت | الأربعينيات   | النمسا                                              | صورة أديل بلوخ باور I هي لوحة تعود إلى 1907 رسمها غوستاف كليمت. وفقًا لتقارير صحفية تم بيعها مقابل 135 مليون دولار أمريكي لرونالد لودر في معرض Neue Galerie New York في يونيو 2006، مما جعلها في ذلك الوقت أغلى لوحة لمدة 4 أشهر تقريبًا. تم عرضها في المعرض منذ يوليو 2006. استغرق كليمت ثلاث سنوات لإكمال اللوحة. أبعادها 138 سم × 138 سم ومصنوعة من الزيت والذهب على قماش، تظهر زخرفة معقدة كما يظهر في Jugendstil. كان كليمت عضوا في انفصال فيينا، وهي مجموعة من الفنانين الذين انفصلوا عن الطريقة التقليدية للرسم. طلبت أديل بلوخ باور -في وصيتها- من زوجها التبرع بلوحات كليمت للمعرض القومي النمساوي عند وفاته. وتوفيت في عام 1925 من التهاب السحايا، عندما استولى النازيون على النمسا، اضطر زوجها إلى الفرار إلى سويسرا. تم مصادرة ممتلكاته، بما في ذلك لوحات كليمت. وفي وصيته عام 1945، حدد بلوخ باور ابن أخته وأبناء أخته ومنهم ماريا التمان، على أنهم ورثة ممتلكاته. | 135،000،000 دولار | عادت إلى ماريا التمان، ابنة أخي أديل بلوخ باور.                               |
|      | صورة لشاب، لـ رفائيل                | الأربعينيات   | بولندا                                              | صورة لشاب هي لوحة زيتية، تعود إلى 1513-1514، للرسام والمهندس المعماري الإيطالي رافايللو المعروف اختصارا باسم رافائيل. نهب النازيون اللوحة في بولندا. لم يتم تحديد هوية الشخص الذي في الصورة، لكن العديد من العلماء اعتبروها تقليديًا صورة شخصية لرافائيل. ينظر المتخصصون إلى ملامح الوجه على أنها متوافقة مع الصورة الشخصية الوحيدة التي لا شك فيها التي رسمها رافائيل في لوحاته الجدارية مدرسة أثينا في الفاتيكان، والتي حددها فاساري على هذا النحو، إن لم تكن متطابقة بشكل واضح معها. تُظهر الصورة شابًا يرتدي ملابس غنية و"ينظر بثقة". في الآونة الأخيرة، ذكر كتاب عن النهب النازي للين هـ.نيكولاس وفيلم وثائقي يحمل نفس العنوان، اغتصاب أوروبا، أنه إذا كانت ظهرت اللوحة اليوم فستكون قيمتها أكثر من 100 مليون دولارًا أمريكيًا. | 100000000         | تم الإبلاغ خطأً عن العثور عليها في 1 أغسطس 2012، لكن لا يزال مكانها غير معروف. |
|      | إن كانوت، لـ جان ميتزينغر           | 1936          | قصر ولي العهد، المتحف الوطني، برلين                 | تم عرض لوحة En Canot (تظهر هنا بالأبيض والأسود) في قصر ولي العهد، في المتحف الوطني ببرلين، حيث كانت موجودة منذ عام 1927. حصول المتحف الوطني عليها في عام 1936 (كوديعة من وزارة العلوم والفنون والتربية الشعبية)، حيث تم عرضها في الغرفة 5. تم مصادرتها لاحقًا من قبل النازيين حوالي عام 1936، وعرضت في معرض الفن المنحل في ميونيخ ومدن أخرى، 1937-1938، وما زالت مفقودة منذ ذلك الحين | 2،400،000 دولار   | مفقودة، يفترض أنها دمرت                                                       |

## لوحات جرى استردادها
| اللوحة | عنوان/فنان                                          | تاريخ السرقة   | تاريخ استردادها | مكان السرقة                                                                   | تفاصيل | القيمة التقديرية |
| ------ | --------------------------------------------------- | -------------- | --------------- | ----------------------------------------------------------------------------- | --- | --- |
|        | لوحة موناليزا لـ ليوناردو دا فينشي                  | 21 أغسطس 1911  | 1913            | متحف اللوفر، باريس                                                            | الآن في متحف اللوفر في باريس. زادت شهرة اللوحة عندما سُرقت. تم إغلاق متحف اللوفر لمدة أسبوع كامل للمساعدة في التحقيقات. جرى استعادتها بعدما حاول اللص فينتشنزو بيروجي بيعها. | قُدِّرت في 1962 بحوالي $100 مليون دولار. وتُقدر اليوم بحوالي $782 مليون دولار. |
|        | القديس جيروم يكتب لـ كارافاجيو                      | 29 ديسمبر 1984 | 4 أغسطس 1988    | كاتدرائية سان جون، فاليتا                                                     | تضررت بعد أن قطعها اللصوص من إطارها، وجرى استعادتها في عام 1990. | $30,000,000 |
|        | محادثة لـ أوجست رينوار                              | 22 ديسمبر 2000 | أبريل 2001      | المتحف الوطني السويدي، استوكهولم                                              | سرقت مع لوحة لرامبرانت وأخرى لرينوار من قِبل المسلحين. تم استرداد لوحة "المحادثة" في مداهمة لتجار مخدرات، وتم استرداد اللوحتين الأخريين في عام 2005. | |
|        | ضفاف نهر السين في بوجيفال لـ كاميل بيسارو           | فبراير 1987    | مارس 2009       | المتحف الوطني، ستوكهولم                                                       | سرقت مع ثماني لوحات أخرى من تاجر اللوحات روبرت نورتمان. حُرقت لوحة واحدة، وجرى استرداد ثماني أخرى (بعضها تالف). | |
|        | La Clairière لـ أوجست رينوار                        | فبراير 1987    | مارس 2009       | المتحف الوطني، ستوكهولم                                                       | سرقت مع ثماني لوحات أخرى من تاجر اللوحات روبرت نورتمان. حُرقت لوحة واحدة، وجرى استرداد ثماني أخرى (بعضها تالف). | |
|        | Woman-Ochre لـ ويليم دي كوننغ                       | 27 نوفمبر 1985 | 2017            | متحف الفن بجامعة أريزونا، توسان (أريزونا)، الولايات المتحدة                   | قطعت عن إطارها بعد وقت قصير من افتتاح المتحف في ذلك اليوم. تم توزيع رسوم تخطيطية لزوجين يعتقد أنهما مسؤولان عن السرقة ولكن لم يتم تحديدهما على الإطلاق؛ الزوجان اللذان تم العثور على اللوحة في منزلهما بعد وفاتهما في عام 2010 تم الاشتباه بهما. جاري استعادتها حاليًا.                       | كان مؤمن عليه بمبلغ 400.000 دولار وقت السرقة؛ ومع ذلك، فقد زادت القيمة السوقية لأعمال دي كوننغ المماثلة إلى أكثر من 100 مليون دولار بحلول وقت استعادتها، ويعتقد المتحف أن قيمتها اليوم 160 مليون دولار |
|        | الراحة في الرحلة إلى مصر لـ تيتيان                  | يناير 1995     | أغسطس 2002      | لونغ ليت، إنجلترا                                                             | جرى استعادتها سليمة في لندن | £10,000,000 |
|        | الصبي ذو السترة الحمراء لـ بول سيزان                | 10 فبراير 2008 | 12 أبريل 2012   | Foundation E.G. Bührle، زيورخ، سويسرا                                         | لوحة تعود إلى 1894/95 (Venturi 681) تصور صبي في الزي الإيطالي التقليدي. سُرقت مع ثلاث قطع أخرى. كانت اللوحة الأكثر قيمة في المتحف. جرى استعادتها في صربيا. | $91,000,000 |
|        | الكونت Lepic وبناته لـ إدغار ديغا                   | 10 فبراير 2008 | أبريل 2012      | Foundation E.G. Bührle، زيورخ، سويسرا                                         | لوحة تعود إلى 1870 سُرقت من Foundation E.G. Bührle in في زيورخ. تمت سرقة أربع لوحات وجرى إعادة اثنتين منها في عام 2008. واستعيدت في صربيا. | جزء من لوحات تُقدر بـ $162.5 مليون دولار. |
|        | الصرخة (Der Schrei der Natur) لـ إدفارت مونك        | 1994 و 2004    | 1994 و 2006     | المتحف الوطني في أوسلو و متحف مونك، أوسلو                                     | كان لوحة "الصرخة" هدفاً لعدة سرقات. ففي عام 1994، سُرقت النسخة من المتحف الوطني في أوسلو. ثم تم استردادها بعد عدة أشهر. لكن في عام 2004 سُرقت كل مرة أخرة من متحف مونك وأُعيدت في 2006. | $110,000,000 |
|        | "بورتريه ذاتي مع قميص بيريت وقميص مُجمع" لـ رامبرانت | 22 ديسمبر 2000 | 2005            | المتحف الوطني السويدي، ستوكهولم                                               | تمت سرقة اللوحة الصغيرة من المتحف الوطني في ستوكهولم مع لوحة رونوار "شاب باريسي" ولوحة "محادثة"، في عملية سطو مسلح في ديسمبر 2000. تم استردادها في كوبنهاغن. بينما تم استرداد لوحة "المحادثة" في ستوكهولم بعد بضعة أشهر من السرقة، وتم استرداد لوحة "شباب باريسي" في لوس أنجلوس في عام 2006. | $37,000,000 |
|        | امرأة جالسة لـ هنري ماتيس                           | يوليو 1940     | 2012            | من تاجر الأعمال الفنية باول روزنبرغ، باريس                                    | هي واحدة من حوالي 450 لوحة سُرقت من التاجر بول روزنبرغ. وظلت مفقودة لأكثر من 70 عامًا، تم اكتشافها في منزل Cornelius Gurlitt في ميونيخ في عام 2012 وعادت لاحقًا إلى ورثة روزنبرغ. | |
|        | منظر البحر في Scheveningen لـ فان جوخ               | 7 ديسمبر 2002  | 30 سبتمبر 2016  | متحف فان جوخ، امستردام، هولندا                                                | اكتشفت في نابولي. | جزء من لوحات تقدر بـ $30,000,000. |
|        | جماعة تغادر الكنيسة في نوينين لـ فان جوخ            | 7 ديسمبر 2002  | 30 سبتمبر 2016  | متحف فان جوخ، امستردام، هولندا                                                | اكتشفت في نابولي. | جزء من لوحات تقدر بـ $30,000,000. |
|        | الكوريسترز لـ إدغار ديغا                            | 2009           | فبراير 2018     | متحف أورسيه، باريس، فرنسا (تمت سرقتها أثناء إعارتها إلى متحف كانتيني، مرسيليا | اكتشفت خارج باريس. | €800,000 |
|        | صورة سيدة لـ غوستاف كليمت                           | 22 فبراير 1997 | ديسمبر 2019     | متحف الفن الحديث، بياتشنسا، إيطاليا                                           | يعتقد أنها سُرقت قبل فترة وجيزة من التخطيط لمعرض خاص في صالة العرض في بياتشينسا. تم استردادها بعد 23 عامًا مخفيةً في جدار المعرض في بياتشينسا. | €60 مليون يورو. |
|        | البستاني (أو الفلاح الصغير) لـ فان جوخ              | 19 مايو 1998   | 1998            | المتحف الوطني للفن الحديث، روما                                               | ضمت السرقة لوحتين لفان جوخ وواحدة لبول سيزان. تم استردادها من قبل Carabinieri Art Squad بعد بضعة أسابيع. | تقدر قيمة اللوحات الثلاثة مجتمعة بـ $34 مليون دولار |

## روابط خارجية
- مكتب التحقيقات الفدرالي: سرقة الفن
- وحدة الفنون والتحف - نيو سكوتلاند يارد
- سجل فقدان الفن أكبر قاعدة بيانات في العالم للفن المسروق
- روائع مسروقة - لوحات زيتية مسروقة شهيرة
- "Most Wanted: Works of Art". Monuments Men Foundation (بالألمانية). Archived from the original on 2020-04-03.